# 16158 Monty
16158 Monty è un asteroide della fascia principale. Scoperto nel 2000, presenta un'orbita caratterizzata da un semiasse maggiore pari a 2,6612673 UA e da un'eccentricità di 0,1987390, inclinata di 2,98737° rispetto all'eclittica.